# سوغن وفيوردانه
سوغن وفيوردانه (بالنرويجية: Sogn og Fjordane) هي مقاطعة في غرب النرويج ولها حدود مع موره ورومسدال، وأوبلان، وبوسكرود، وهوردالان. المركز الإداري للمقاطعة هو بلدة هرمانسفارك في بلدية ليكانغر في حين تُعَد فورده أكبر مدينة. على الرغم من امتلاك سوغن وفيوردانه بعض الصناعات، بالأساس الطاقة الكهرومائية والألومنيوم، لكن يغلب عليها الطابع الزراعي.

## معرض صور

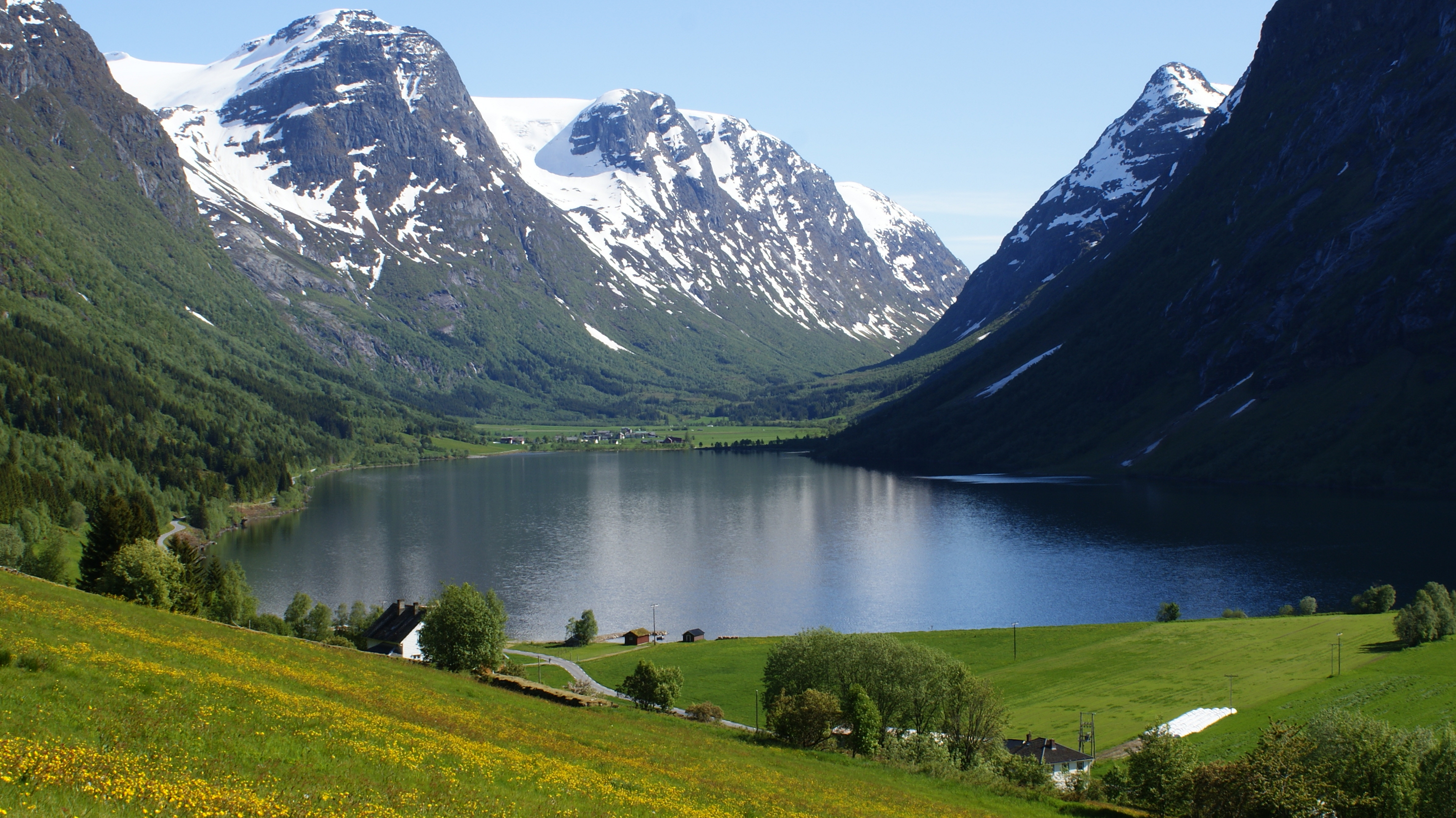
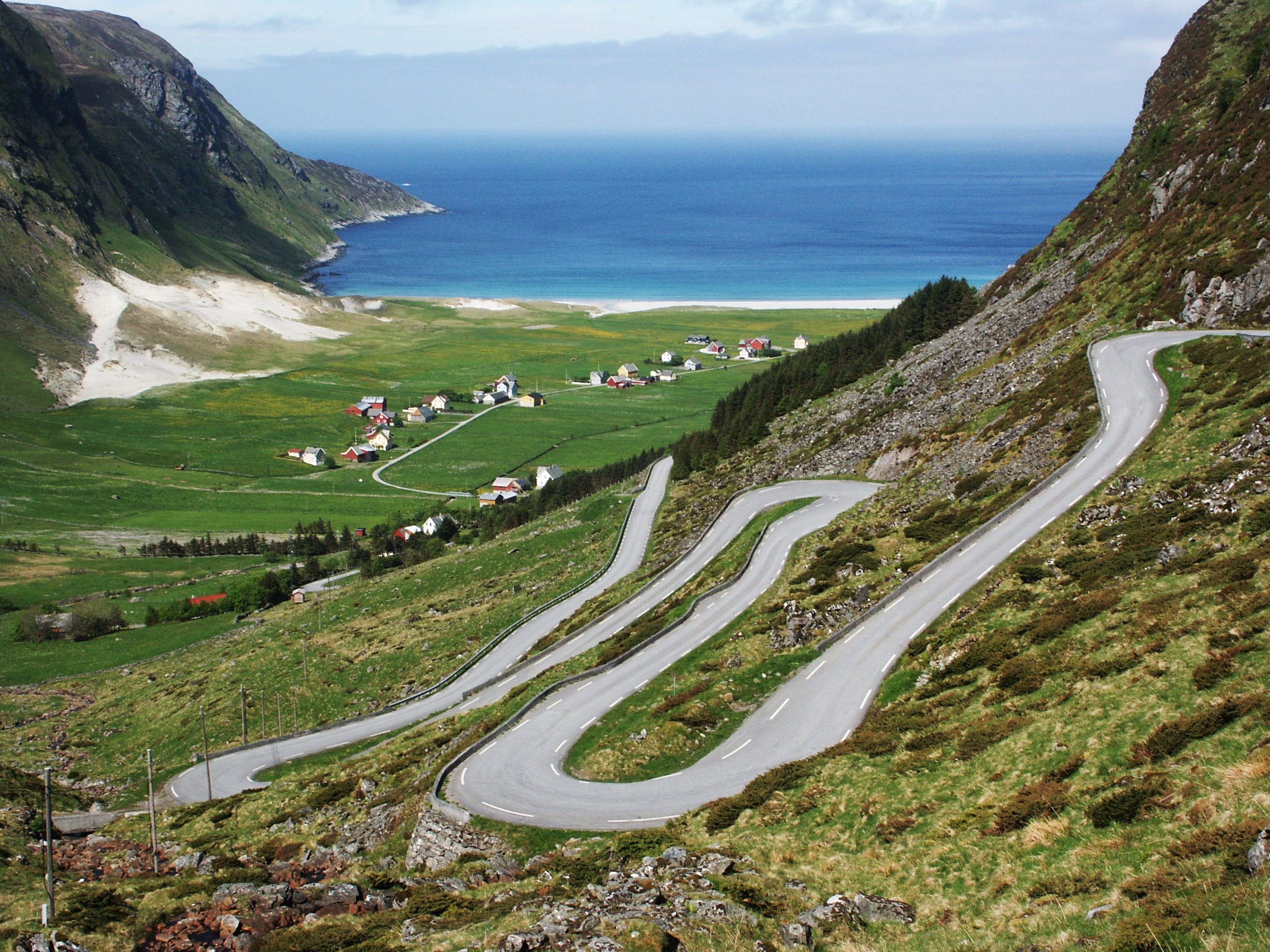
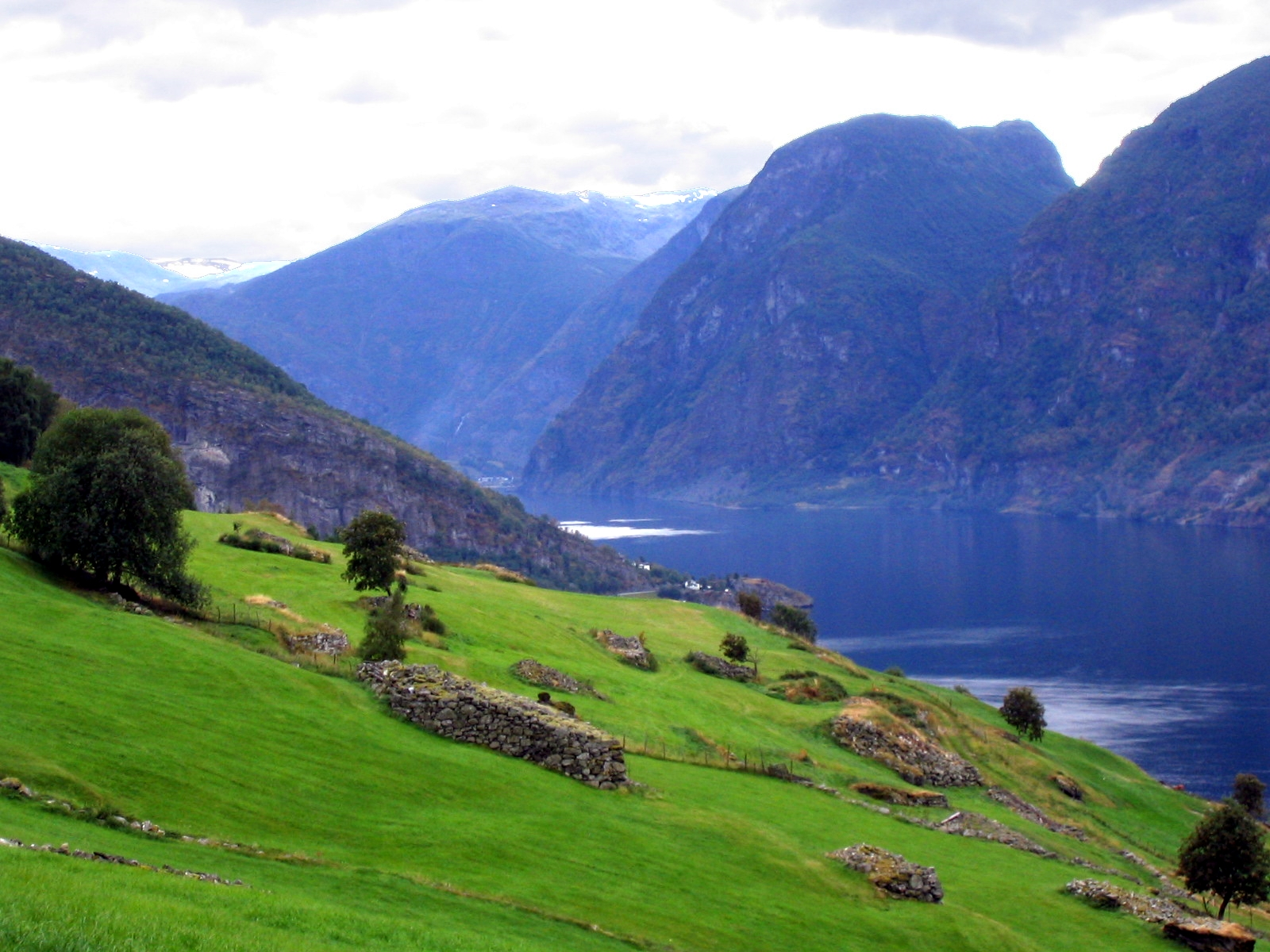
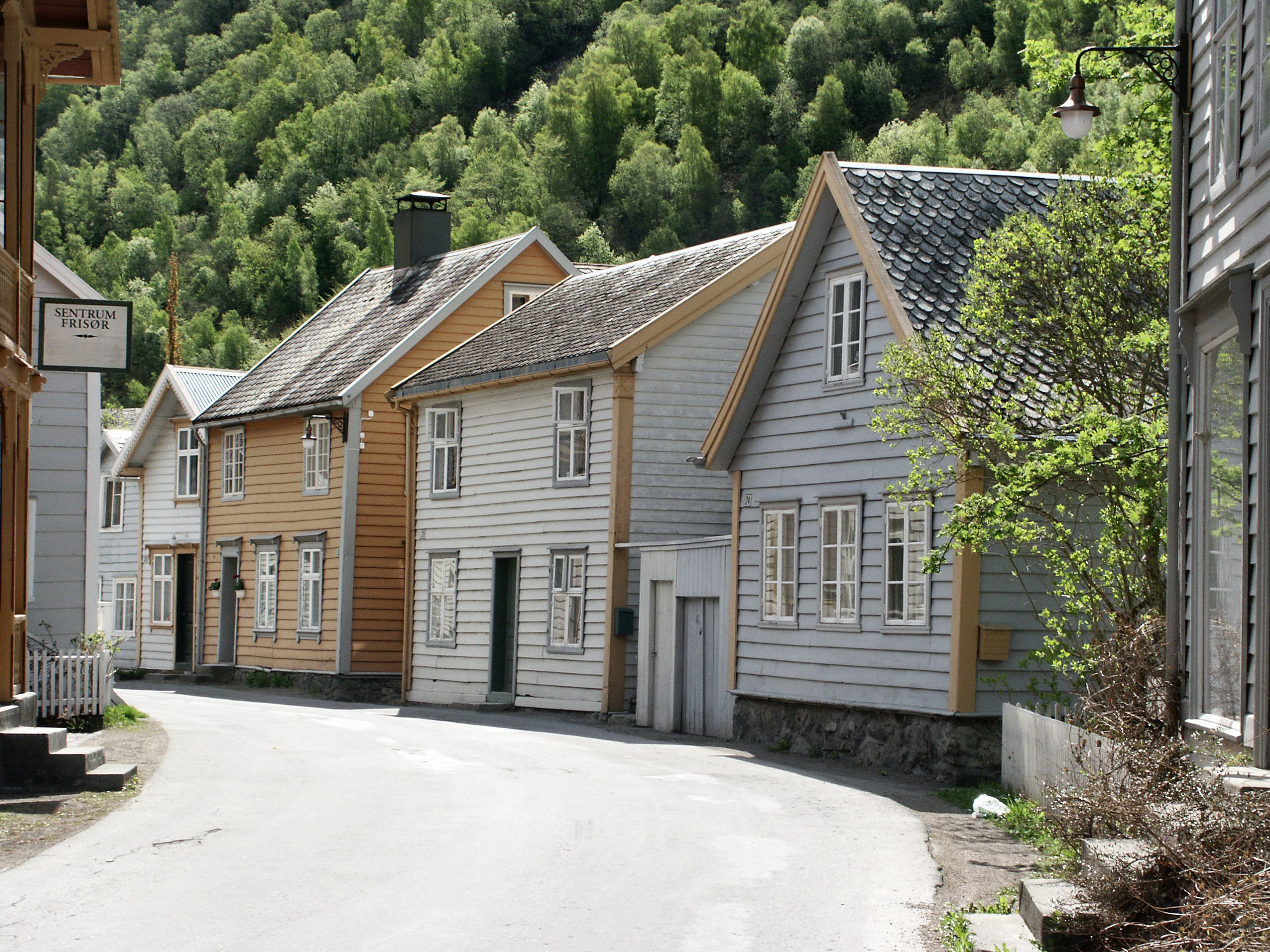